# Desperados (cerveza)

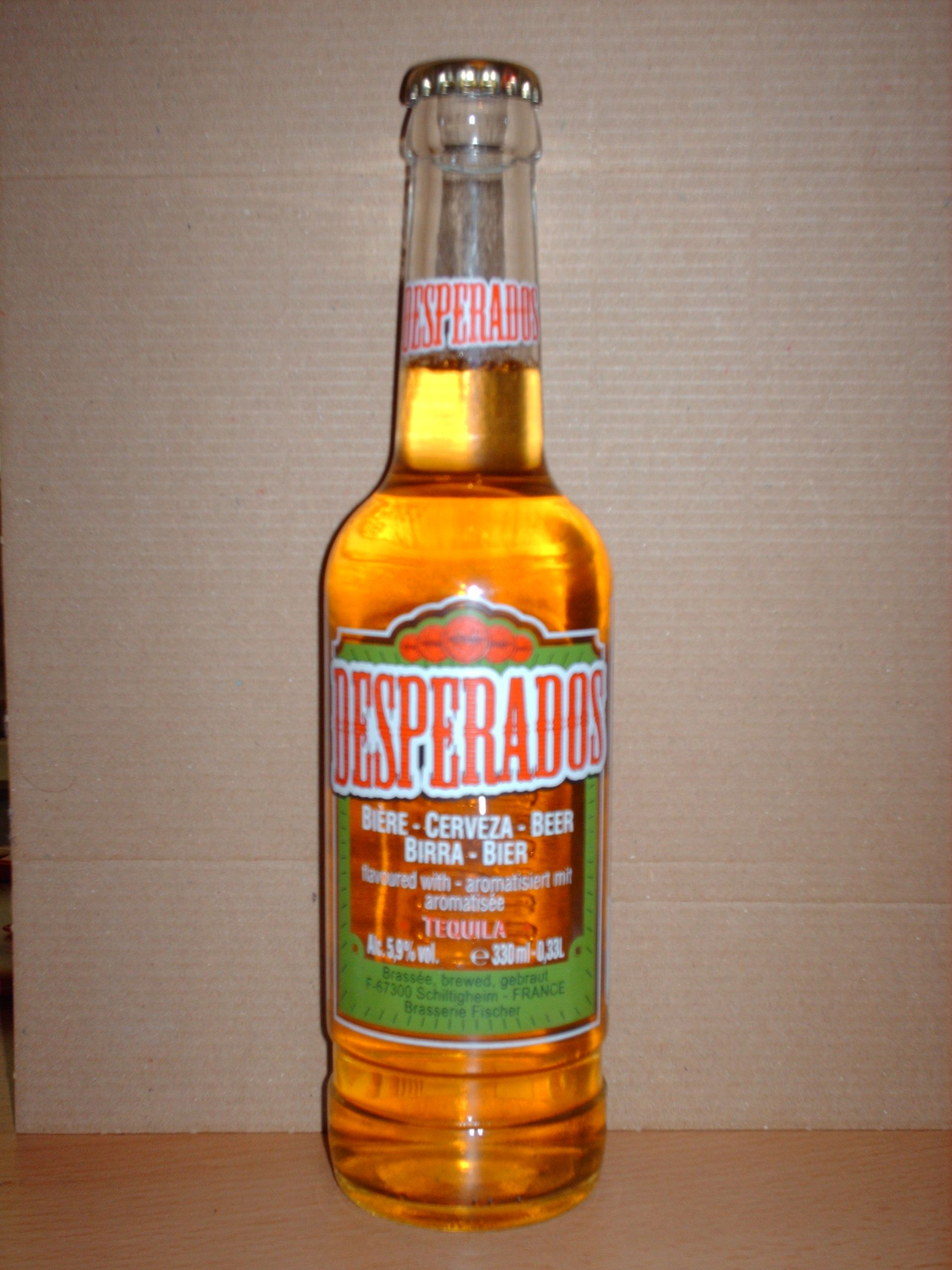
Botella de 33cl.

Desperados es una cerveza alsaciana elaborada por el grupo francés Brasserie Fischer, fábrica cervecera con sede en Schiltigheim, en las afueras de Estrasburgo, Francia. La marca es parte de la multinacional Heineken. En España se produce en la fabrica que Heineken tiene en Sevilla.
Desperados es una cerveza aromatizada con tequila, con una graduación de 5.9. Su comercialización comenzó en 1995.
Ingredientes: Agua, Malta de Cebada, Maíz, Azúcar, Extracto de Lúpulo, Acidulante:E-330 y Aroma (75% tequila). Valores nutricionales por 100ml: 247 kj/59kcal.
Se  distribuye en botellas transparentes de 25, 33, 65 o 120 cl y en latas de aluminio de 33 o 50 cl.
Posteriormente ha comercializado 2 variedades más saborizadas la Lime, y la Mojito.